# Isla Nansen (Mar de Kara)
La isla de Nansen, en ruso Остров нансена Ostrov Nansena, es una pequeña isla localizada en la costa ártica de Siberia, en aguas del mar de Kara. 
Administrativamente, la isla depende del Krai de Krasnoyarsk de la Federación de Rusia.

## Geografía
La isla de Nansen es una pequeña, larga y estrecha isla localizada a tan solo 2 km de la costa continental siberiana. Tiene una longitud de 19 km y su anchura media es de unos 2'5 km aproximadamente.  Esta isla está localizada en un área de arrecifes o bajíos, frente a la costa occidental de la península de Taymyr. Al norte de la isla se encuentra el archipiélago Nordenskiöld. El estrecho entre la isla Nansen y la costa siberiana tiene una anchura aproximada de 2'5 kilómetros en su parte occidental y de apenas 1 km en la oriental. Está al oeste de la isla Bonevi (a 2,4 km) y de la isla de Taymyr (a 7 km).
Las costas de la isla de Nansen (y de algunas de sus grandes islas vecinas, como las islas Taymyr, Bonevi y Pilota Makhotkina), están profundamente hendidas, con muchas ensenadas muy retorcidas. Los estrechos entre esta isla y las islas vecinas son también algo laberínticos. Geológicamente, todas estas islas costeras son una continuación del archipiélago Nordenskiöld, que se encuentra más al norte. (A veces, la isla de Nansen se considera una parte del archipiélago). Ostrov Vkhodnoy es un islote de 0,75 km de longitud situado frente al extremo occidental de isla Nansen.
El mar que rodea la isla de Nansen está cubierto de hielo con algunas polinias durante los largos y amargos inviernos y hay muchos témpanos de hielo incluso en el verano. 
Es parte de la Gran Reserva Natural del Ártico, la reserva natural más grande de Rusia y una de los más grandes del mundo.

## Historia
La isla fue visitada por Adolf Erik Nordenskiöld durante su expedición en 1878 a bordo del buque Vega. Nordenskiöld menciona la isla al igual que Fridtjof Nansen.
En octubre de 1900, durante la fatídica última expedición de  Baron von Eduard Toll, el cuartel de invierno para el buque Zarya se realizó en isla Nablyudeniy, construyéndose allí una estación científica. La isla Nablyudeniy es una pequeña isla granítica localizada al suroeste de la isla de Taymyr (y muy próxima también a la isla de Nansen), situada en una bahía que el barón Toll llamó bahía de Colin Archer (Bukhta Kolin Archera), en honor al ingeniero naval del astillero donde había sido construido el Zarya. 
Durante la II Guerra Mundial hubo mucha actividad militar cerca de la isla Nansen, especialmente durante la Operación Wunderland. 
En algunos mapas, la isla de Nansen se denomina simplemente como Nansena. 
Esta isla no debe confundirse con otra isla rusa llamada también isla Nansen, que forma parte del archipiélago de la  Tierra de Francisco José en el océano Ártico. Ambas islas se nombran en honor y memoria del gran explorador del Ártico noruego, Fridtjof Nansen.